# Making a Living
Making a Living er en amerikansk stumfilm fra 1914 af Henry Lehrman.

## Medvirkende
- Charlie Chaplin
- Henry Lehrman
- Emma Clifton
- Virginia Kirtley
- Alice Davenport